# Heinz Neuhaus (Boxer)
Heinz Neuhaus (* 14. April 1926 in Iserlohn; † 6. April 1998 in Dortmund) war ein deutscher Boxer.

## Werdegang
Der gebürtige Iserlohner begann in Dortmund mit dem Boxen. Er wurde 1942 und 1943 deutscher Jugendmeister im Halbschwer- bzw. Schwergewicht. Nach Krieg und Kriegsgefangenschaft wurde er Profiboxer und bestritt am 29. Mai 1949 in Leipzig seinen ersten Kampf, den er gegen Hubert Thiele nach Punkten gewann. Seinen letzten Kampf bestritt er am 26. September 1958. In diesen knapp 10 Jahren boxte Heinz Neuhaus fast gegen die gesamte deutsche und europäische Spitzenklasse seiner Zeit und gegen etliche aus der Weltspitze. Stets waren seine Kämpfe spektakulär, nie versteckte er sich hinter taktischen Finessen.
Legendär sind seine Kämpfe gegen Hein ten Hoff, Hamburg, den er in drei Kämpfen zweimal schlug, bei einem Unentschieden, wobei sein K.-o.-Sieg in der 1. Runde über ten Hoff am 20. Juli 1952 im Stadion Rote Erde vor 50.000 Zuschauern für Furore sorgte. Hein ten Hoff fiel beim K.-o.-Schlag so unglücklich, dass er sich das Bein brach. Auch gegen den Belgier Karel Sys lieferte sich Neuhaus wahre Ringschlachten mit unterschiedlichem Ausgang. Am 12. September 1954 besiegte Heinz Neuhaus in Dortmund den US-Amerikaner Dan Bucceroni, der zeitweise in der Weltrangliste des US-amerikanischen Boxsport-Fachblattes The Ring an Nr. 3 der Schwergewichtler geführt wurde, über 10 Runden nach Punkten. Schwere K.-o.-Niederlagen musste er am 15. November 1953 in einem WM-Ausscheidungskampf gegen Niño Valdés, Kuba, am 14. September 1957 gegen Hans Kalbfell und am 13. Juli 1958 gegen Ex-Weltmeister Ingemar Johansson, Schweden, hinnehmen.

## Meisterschaftskämpfe
| Datum      | Ort               | Titel | Gewichtsklasse | Ergebnis                                                           |
| 15.10.1950 | Dortmund          | DM    | Schwer         | gegen Hein ten Hoff, Hamburg, unentschieden                        |
| 09.03.1952 | Dortmund          | EM    | Schwer         | gegen Karel Sys, Belgien, gewonnen nach Punkten                    |
| 20.07.1952 | Dortmund          | EM/DM | Schwer         | gegen ten Hoff gewonnen durch k.o. 1. Runde                        |
| 02.11.1952 | Dortmund          | EM/DM | Schwer         | gegen Wilson Kohlbrecher, Osnabrück, gewonnen k.o. 4. Runde        |
| 02.08.1953 | Dortmund          | EM    | Schwer         | gegen Karel Sys, gewonnen nach Punkten                             |
| 09.10.1954 | Frankfurt am Main | EM    | Schwer         | gegen Kurt Schiegl, Österreich, gewonnen k.o. 3. Runde             |
| 26.06.1955 | Bologna           | EM    | Schwer         | gegen Franco Cavicchi, Italien, verloren nach Punkten              |
| 06.11.1955 | Dortmund          | DM    | Schwer         | gegen Gerhard Hecht, Berlin, verloren nach Punkten                 |
| 21.07.1956 | Bologna           | EM    | Schwer         | gegen Franco Cavicchi, verloren k.o. 11. Runde                     |
| 17.11.1956 | Dortmund          | DM    | Schwer         | gegen Gerhard Hecht, gewonnen nach Punkten                         |
| 27.04.1957 | Dortmund          | DM    | Schwer         | gegen Hans Friedrich, Dortmund, gewonnen nach Punkten              |
| 14.09.1957 | Dortmund          | DM    | Schwer         | gegen Hans Kalbfell, Hagen, verloren technisches k.o. 8. Runde     |
| 26.09.1958 | Hamburg           | DM    | Schwer         | gegen Albert Westphal, Hamburg, verloren technisches k.o. 6. Runde |

Anm.: EM = Europameisterschaft, DM = deutsche Meisterschaft

## Ehrungen
Nach Heinz Neuhaus wurde eine Straße im Stadtteil Dortmund-Lücklemberg benannt.